# Neostylopyga salomonis
Neostylopyga salomonis es una especie de cucaracha del género Neostylopyga, familia Blattidae.

## Distribución
Esta especie se encuentra en Islas Salomón.